# Davey Boy Smith
David "Davey" Boy Smith (Golborne, 27 november 1962 - British Columbia, 18 mei 2002) was een Engels professioneel worstelaar die vooral bekend werd in de World Wrestling Federation (WWF) als (The) British Bulldog of kortweg The Bulldog, verspreid over vier periodes tussen 1984 en 2000.
Smith stichtte in 1984 met Dynamite Kid het tag team The British Bulldogs. Met Dynamite Kid won Smith een keer het WWF World Tag Team Championship. Voorts maakte hij in 1997 deel uit van de worstelgroep The Hart Foundation, aan de zijde van de broers Bret en Owen Hart, Jim Neidhart en Brian Pillman. Met Owen Hart won Smith nogmaals het WWF World Tag Team Championship. Zij vormden in de jaren negentig een succesvol tag team. Smith ontving tevens de onderscheiding PWI Match of the Year, uitgereikt door het magazine Pro Wrestling Illustrated voor zijn wedstrijd tegen Bret Hart bij het jaarlijkse pay-per-view-evenement SummerSlam (1992).
Davey Boy Smith bezweek op 39-jarige leeftijd aan een hartaanval.

## Jeugdjaren
De vader van Smith gaf zijn zoon aan met de naam David Smith en vulde handmatig 'Boy' (jongen) in, in plaats van het geslacht van het kind aan te kruisen. Op die manier ontstond de naam David Boy Smith. Smith hield 'Boy' gewoon als tweede voornaam aan. Zijn moeder Joyce was een zus van Bill Billington, die op zijn beurt de vader was van Thomas Billington (Dynamite Kid). De neven David en Thomas konden tijdens hun jeugdjaren reeds goed met elkaar opschieten en zouden in de toekomst een populair tag team vormen.

## Professioneel worstelcarrière (1978-2000)

### Vroege carrière & Stampede Wrestling (1978-1983)
Smith worstelde op zijn vijftiende reeds zijn eerste televisiewedstrijd op de Britse zender ITV. Op 17-jarige leeftijd won hij als Young David zijn eerste kampioenschap. Smith won namelijk het British Welterweight Championship. Hij werd opgemerkt door Bruce Hart, die op dat ogenblik scoutingswerk verrichtte voor Stampede Wrestling, de worstelpromotie van zijn vader Stu Hart. Bij Stampede Wrestling was Smith betrokken in een vijandschap met zijn neef Thomas Billington. Stu Hart begeleidde Smith verder in het door hem opgestarte project The Dungeon, de beruchte kelder waar ook zijn bekende zonen Bret Hart en Owen Hart de knepen van het vak leerden.

### New Japan Pro Wrestling (NJPW) (1983-1984)
Hij debuteerde in 1983 voor New Japan Pro Wrestling (NJPW), waar hij opnieuw enige tijd fictief in onmin leefde met zijn neef Thomas Billington. Die had in Japan tussendoor de ringnaam 'Dynamite Kid' aangenomen, terwijl Smith bleef worstelen onder zijn geboortenaam 'Davey Boy Smith'. Later kwamen Smith en Billington alsnog bij elkaar en richtten zij hun team The British Bulldogs op. De wortels van het team liggen als dusdanig in Japan. Zij zorgden nadien voor heel wat commotie, door over te stappen naar All Japan Pro Wrestling (AJPW), de grote concurrent van NJPW. In deze promotie maakten "The British Bulldogs" indruk en dit lokte interesse van de Amerikaanse promotie World Wrestling Federation (WWF). Hun prestaties bij AJPW betekenden voor zowel Smith als Billington de grote doorbraak in de wereld van het sportentertainment.

### Eerste periode in World Wrestling Federation (WWF) (1984-1988)
Toen eigenaar Vince McMahon in 1984 de promotie Stampede Wrestling kocht van Stu Hart, maakten Davey Boy Smith en Dynamite Kid mee de overstap. McMahon wilde Smith en Dynamite Kid al langer naar de World Wrestling Federation halen. De overname van Stampede Wrestling opende nieuwe deuren, want ook Stu Harts zonen Bret en Owen transfereerden naar de WWF. Rond deze periode trouwde Smith ook met Diana Hart, dochter van Stu en zus van Bret en Owen Hart. Davey Boy Smith en Dynamite Kid waren nog heel even te zien in Japan, maar uiteindelijk verwierf McMahon de exclusieve rechten over "The British Bulldogs" en kwamen ze uitsluitend uit voor de WWF. Bij het evenement WrestleMania 2 (1986) veroverden ze hun enige WWF World Tag Team Championship van Greg "The Hammer" Valentine en Brutus Beefcake.
Daaropvolgend streden "The British Bulldogs" met Nikolai Volkoff en The Iron Sheik. "The British Bulldogs" verloor de titel pas na 9 maanden aan The Hart Foundation (Bret Hart en Jim Neidhart). Tijdens die bewuste wedstrijd had Dynamite Kid een ernstige rugblessure opgelopen. Nadat ze eind januari 1987 het WWF World Tag Team Championship kwijt speelden, schaften "The British Bulldogs" een officiële mascotte aan - in de vorm van een echte bulldog. De hond kreeg de naam “Matilda” en zou hen steeds vergezellen tijdens hun wedstrijden. In de loop van 1988 begon Dynamite Kid non-fictief problemen te ondervinden met enkele collega's, onder wie Jacques Rougeau. Billington kon tevens niet lachen met een flauwe grap die Curt Hennig had uitgehaald. Het kwam tot een handgemeen, waarbij Dynamite Kid naar verluidt vier tanden verloor. Na ook enige tijd op gespannen voet te hebben geleefd met het management, besloten Smith en Dynamite Kid de federatie te verlaten.

### Terugkeer naar Japan (1988-1990)
Davey Boy Smith - nog steeds lid van "The British Bulldogs" naast zijn neef Dynamite Kid - keerde in 1988 terug naar All Japan Pro Wrestling (AJPW). Daar besliste men tegen alle verwachtingen de "The British Bulldogs" na vijf productieve jaren uit elkaar te halen. Dit was echter tegen de zin van Shohei Baba, de eigenaar van All Japan Pro Wrestling. Die trachtte Smith en Dynamite Kid opnieuw te promoten als tag-team, en aldus was hij niet gediend van de plannen uitgetekend door het productieteam. De beslissing werd onder druk teruggedraaid en "The British Bulldogs" bleven vooralsnog bestaan.
Op 4 juni 1989 was Smith betrokken bij een zwaar verkeersongeluk, samen met collega's Chris Benoit, Ross Hart (zoon van Stu Hart) en Karl Moffat (Jason the Terrible). Zij liepen allen zware verwondingen op en er wachtte hen een lange herstelperiode. Smith, die geen gordel droeg, had 135 hechtingen nodig. Hij werd dan ook door de voorruit gekatapulteerd. Smith herstelde net als de andere inzittenden van zijn verwondingen en maakte enkele maanden later alweer zijn wederoptreden. Hij worstelde met Dynamite Kid tegen onder meer Joe en Dean Malenko. Er ontstond privé echter heibel tussen Smith en Dynamite Kid, en Smith zag zich hierdoor genoodzaakt All Japan Pro Wrestling voor de tweede keer te verlaten. Op die manier scheidden de wegen van Smith en zijn neef Thomas Billington (Dynamite Kid).

### Tweede periode in World Wrestling Federation (WWF) (1990-1992)

#### Eerste jaren als "The British Bulldog" (1990-1991)
Zijn werkelijke ruzie met Billington zorgde ervoor dat Smith terugkeerde naar de World Wrestling Federation (WWF). Billington weigerde op zijn beurt een comeback. Smiths personage bleef nagenoeg hetzelfde, maar werd vanaf nu gepresenteerd als individueel worstelaar onder de naam The British Bulldog. Hierdoor nam hij een octrooi op de ringnaam, waardoor Billington zich de naam in de toekomst nooit meer kon toe-eigenen. Hij vierde zijn rentree tegen Brooklyn Brawler op 27 oktober 1990. Smith won deze wedstrijd. Hij zou echter geen hoge ogen gooien en zich beperken tot verhaallijnen met worstelaars als Curt Hennig en The Warlord. Ondanks zijn stijgende populariteit in de Verenigde Staten vertoefde Smith tussen zijn rentree in 1990 en de zomer van 1992 vrij laag onder de radar.

#### WWF Intercontinental Champion (1992)
Smiths situatie veranderde evenwel tijdens SummerSlam (1992), toen hij Bret Hart uitdaagde voor diens WWF Intercontinental Heavyweight Championship. Smith klopte Hart en won zo voor het eerst in zijn carrière het WWF Intercontinental Championship. De wedstrijd kreeg na afloop de award PWI Match of the Year 1992 uit handen van het gerespecteerde magazine Pro Wrestling Illustrated. Zijn laatste achtenswaardige prestatie werkte Smith af tijdens de Royal Rumble-editie van 1992, waar hij achtereenvolgens "Million Dollar Man" Ted DiBiase, Jerry Sags en Haku (Tonga Fifita) uitschakelde. The Bulldog werd zelf geëlimineerd door latere winnaar Ric Flair. Het prille succes van Smith was van korte duur. The Bulldog werd ontslagen door de WWF omdat hij verboden groeihormoon liet overvliegen uit Groot-Brittannië voor eigen gebruik. Om dezelfde reden werd ook James Hellwig (The Ultimate Warrior) aan de deur gezet.

### World Championship Wrestling (WCW) (1993)
Na zijn ontslag zette Smith zijn carrière verder in de World Championship Wrestling (WCW). Hij werd al snel benaderd door Steve Borden (Sting). Hij en Sting gingen een alliantie aan, die zich focuste op belangrijke antagonisten als Big Van Vader en Sid Vicious. Hij leek op weg naar het WCW World Television Championship, maar op het ogenblik dat Smith het kampioenschap op zak had werd de beslissing alsnog omgedraaid. Zijn periode in de WCW was echter geen lang leven beschoren. Hij raakte namelijk slaags met een man in een bar. Voorts kreeg Smith het aan de stok met een politieagent in functie. De WCW ontsloeg Smith op staande voet, wat gebeurde medio december 1993. Hij kwam daarop korte tijd uit voor de onafhankelijke promotie All Star Wrestling.

### Derde periode in World Wrestling Federation (WWF) (1994-1997)

#### The Allied Powers (1994-1995)
De WWF bood hem finaal een uitweg. Het gaf Smith bijgevolg een derde kans. Hij maakte zijn opwachting bij SummerSlam (1994), waar Smith rechtstreeks betrokken raakte bij de familievete tussen Bret en Owen Hart. Hij ondersteunde Bret Hart en ging een partnerschap met hem aan. Vervolgens vormde The Bulldog een team met Lex Luger onder de naam The Allied Powers. Het team ontstond kort nadat Shawn Michaels zich tot winnaar van Royal Rumble (1995) kroonde. Bovendien werd Smith tijdens die wedstrijd door Michaels geëlimineerd. Hij vond met Lex Luger de ideale bondgenoot. In totaal lieten hij en Luger twee titelkansen onbenut op een mogelijk WWF World Tag Team Championship. Bij het evenement In Your House: The Lumberjacks (1995) slaagden Smith en Luger er niet in het WWF World Tag Team Championship te bemachtigen. Ze verloren hun wedstrijd van Owen Hart en de imposante Yokozuna. Hij keerde zich daarna tegen Lex Luger en sloot zich aan bij de alliantie van manager Jim Cornette, die bestond uit Owen Hart en Yokozuna.

#### Team met Owen Hart & The Hart Foundation (1996-1997)
Hoewel Smith en Hart vanaf dan een tag team vormden, ging Smith andermaal solo zijn kans tijdens Royal Rumble (1996). Smith poogde via deze weg een kans te verwerven op het WWF World Heavyweight Championship. Het scenario was echter een exacte kopie van de voorgaande editie. Hij werd wederom geëlimineerd door Shawn Michaels, die de Royal Rumble voor de tweede keer op zijn naam schreef. Michaels was toen - samen met Hulk Hogan - de enige worstelaar die het presteerde de Royal Rumble meermaals te winnen. Na deze nederlaag legde Davey Boy Smith zich weer helemaal toe op het tag-teamworstelen. Met Owen Hart veroverde The Bulldog het WWF World Tag Team Championship. Ze versloegen titelhouders The Smoking Gunns (Billy Gunn en Bart Gunn). Smith en Hart verdedigden hun titel met succes tegen teams als Big Van Vader en "Mankind" Mick Foley alsmede The Legion of Doom (Road Warrior Hawk en Road Warrior Animal).
De WWF lanceerde in 1997 met het WWF European Championship een nieuwe titelriem. Smith was de inaugurele winnaar. Hij hield de titelriem zeven maanden alvorens deze te moeten afstaan aan Shawn Michaels bij het evenement One Night Only op 20 september 1997. Hij sloot zich enkele weken later aan bij een herenigde The Hart Foundation. De Canadese familiegroep was terug samen gekomen als statement naar het Amerikaanse publiek. Smiths zwager Bret Hart was er na enig oponthoud dan toch in geslaagd de familie Hart terug samen te brengen. De broers en Davey Boy Smith kregen het gezelschap van hun schoonbroer Jim Neidhart - met Bret Hart stichtend lid van het originele team - en Brian Pillman. Die laatste kwam erbij omdat hij een openstaande rekening te vereffenen had met Stone Cold Steve Austin. Men zag Pillman als de ideale man. Smith en de overige leden sloten Pillman in de armen en beschouwden hem voortaan als gelijkwaardig deel van de familie.
Op 5 oktober 1997 stierf Brian Pillman, vlak voor de pay-per-view Badd Blood: In Your House (1997). Voor "The Hart Foundation" en Smith betekende dit slechts het begin van het einde. De steeds hevigere turbulentie tussen toenmalig WWF World Heavyweight Champion Bret Hart en eigenaar Vince McMahon, omtrent Harts nakende vertrek naar de World Championship Wrestling (WCW), creëerde een gespannen sfeer tussen Hart en Shawn Michaels. De spanning culmineerde op 9 november 1997 in Montreal, waar Hart en Michaels tegenover elkaar stonden bij het evenement Survivor Series (1997). The Bulldog was getuige van hoe Hart vermeend werd geboycot door de federatie. Hij, Owen Hart en Jim Neidhart zouden Hart helpen aan het eind van de wedstrijd. "The Hart Foundation" maakte echter nooit zijn opwachting omdat McMahon op controversiële wijze de titel aan Michaels doorspeelde. Het kwam tot een scheiding tussen de hele familie Hart en de WWF, met uitzondering van Owen Hart. Ook Smith verliet de federatie. Hij tekende net als Bret Hart een contract bij de WCW.

### Terugkeer naar World Championship Wrestling (1998)
Smith vormde in de WCW opnieuw een team met Jim Neidhart. Zij representeerden samen de laatste overblijfselen van wat ooit "The Hart Foundation" voorstelde. De tweede periode van Smith in de WCW bleek echter geen succes. Hij liep een knieblessure op die hem een maand aan de kant hield. Tijdens een wedstrijd met The Ultimate Warrior ontsnapte hij aan totale verlamming toen hij bijna zijn wervelkolom brak na een verkeerd manoeuvre. Er werd even gevreesd dat Smith nooit meer zelfstandig zou kunnen lopen. Als gevolg van deze zware blessure kampte Davey Boy Smith met een verslaving aan pijnstillers en morfine. Hij worstelde tevens geen wedstrijd meer voor de WCW en keerde een jaar later ontgoocheld terug naar de WWF.

### Vierde periode in World Wrestling Federation (WWF) (1999-2000)
Toen The Bulldog in 1999 hersteld was van zijn zware rugblessure keerde hij terug naar de WWF, dat zijn excuses aanbood aan Smith omwille van de gebeurtenissen in Montreal en de manier waarop de samenwerking destijds geëindigd was. Smith aanvaardde deze excuses en beide partijen begonnen met een propere lei. Zijn eerste verschijning sinds 1997 kwam er echter vlak na de dood van Owen Hart, die tragisch om het leven was gekomen bij de pay-per-view Over the Edge (1999). Op 7 september 1999 versloeg hij The Big Boss Man in een wedstrijd om het WWF Hardcore Championship.
Smith mikte nu op het WWF Championship. Hij vertolkte de hoofdrol tijdens de pay-per-view Unforgiven (1999). Smith verloor als slechterik een six-pack challenge van Kane, "Mankind" Mick Foley, The Big Show, The Rock en Hunter Hearst Helmsley om het WWF Championship van The Rock. Hij verloor daarna van kampioen The Rock bij het evenement No Mercy (1999). Het was de laatste spraakmakende verhaallijn waarin The Bulldog een prominente rol vertolkte.
Het jaar 2000 zou het laatste jaar van The Bulldog worden als professioneel worstelaar. Hij veroverde op 6 mei 2000 met het WWF Hardcore Championship het allerlaatste kampioenschap uit zijn carrière. Zijn allerlaatste optreden volgde op 28 mei 2000, tijdens een aflevering van de show Sunday Night Heat. Dit betrof geen worstelwedstrijd, maar een fictieve scène backstage. Davey Boy Smith wees Eddie Guerrero met de vinger en maakte hem duidelijk dat men het WWF European Championship doorgaans met meer respect behandelde dan Guerrero op dat moment deed.
The British Bulldog plande nog een nieuwe carrière die van start zou gaan in 2002, maar hij haalde deze datum niet meer.

## In worstelen
- Finishers
  - Running powerslam
- Signature moves
  - Arm drag often gevolgd door een submission hold
  - Camel clutch
  - Clothesline
  - Diving crossbody
  - Dropkick
  - Hanging vertical suplex
  - Headbut
  - Lariat
  - Military press drop
  - Running powerbomb
  - Running shoulder block
- Managers
  - Lou Albano
  - Jim Cornette
  - Matilda the Bulldog
  - Winston the Bulldog
  - Ozzy Osbourne

## Erelijst
- Pro Wrestling Illustrated
  - PWI Match of the Year (1992) vs. Bret Hart op SummerSlam 1992
- Stampede Wrestling
  - NWA Stampede International Tag Team Championship (2 keer met Bruce Hart)
  - Stampede British Commonwealth Mid-Heavyweight Championship (1 keer)
  - Stampede Wrestling International Tag Team Championship (2 keer met Dynamite Kid)
  - Stampede North American Heavyweight Championship (2 keer)
  - Stampede World Mid-Heavyweight Championship (1 keer)
  - Stampede Wrestling Hall of Fame
- World Wrestling Federation
  - WWF European Championship (2 keer)
  - WWF Hardcore Championship (2 keer)
  - WWF Intercontinental Championship (1 keer)
  - WWF World Tag Team Championship (2 keer; 1x met Dynamite Kid en 1x met Owen Hart)
- Wrestling Observer Newsletter awards
  - Best Wrestling Maneuver (1984) Power clean dropkick
  - Feud of the Year (1997) met Bret Hart, Owen Hart, Jim Neidhart en Brian Pillman vs. Stone Cold Steve Austin
  - Tag Team of the Year (1985) met Dynamite Kid

## Familie
- Smith was de zwager van Bret Hart. Smiths zoon Harry is ook professioneel worstelaar.